# Cymbidium mastersii
Cymbidium mastersii är en orkidéart som beskrevs av William Griffiths och John Lindley. Cymbidium mastersii ingår i släktet Cymbidium, och familjen orkidéer. Inga underarter finns listade i Catalogue of Life.

## Bildgalleri

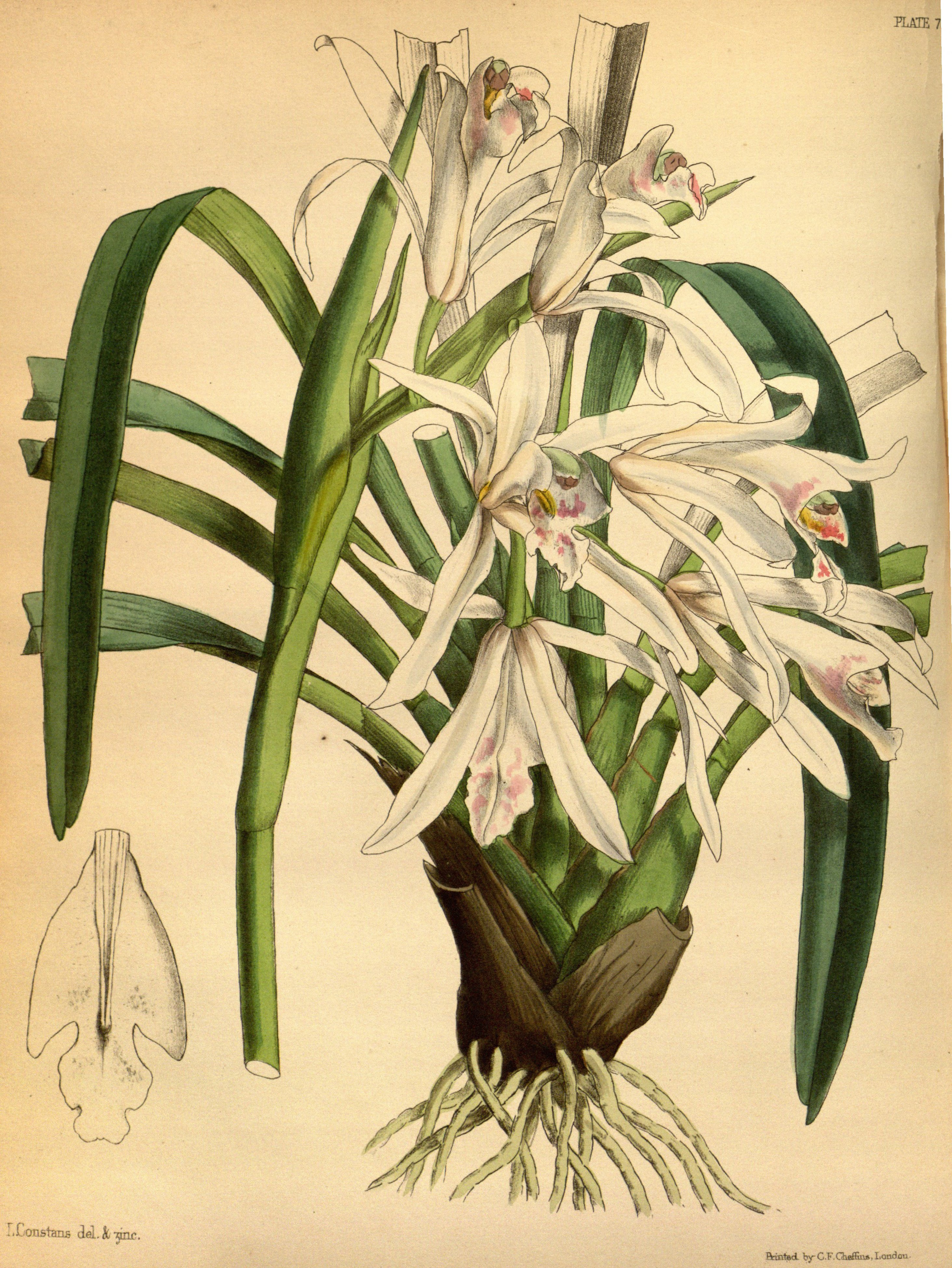
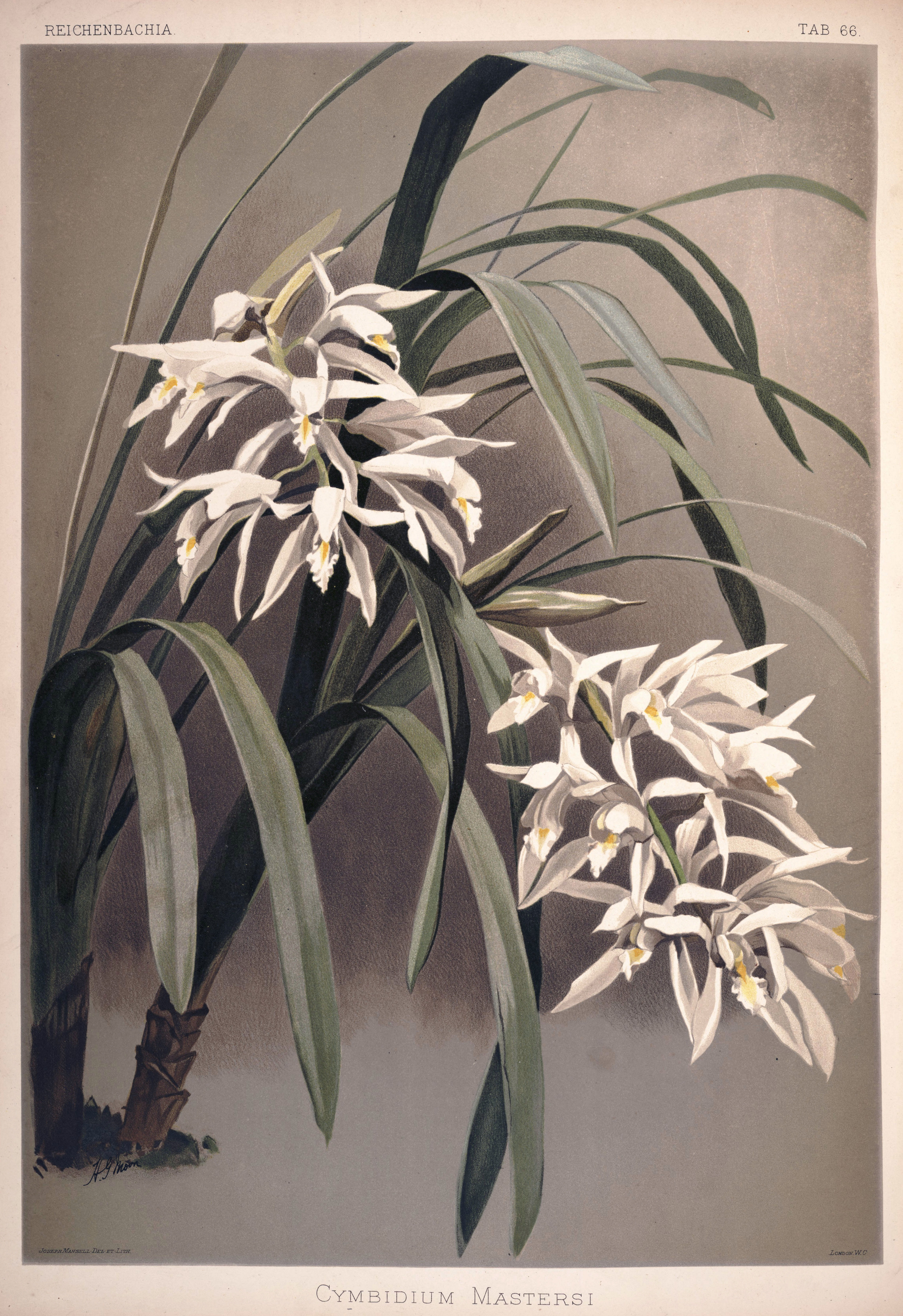